# Władysław Maczuski
Władysław Maczuski (ur. 1837, zm. 1898 w Nanterre) – szachista polski.
Większość życia spędził na emigracji we Francji, ale jeszcze przed opuszczeniem kraju dał się poznać jako utalentowany szachista i uczestnik rozgrywek w warszawskiej kawiarni szachowej "U Zuzi". Po wyjeździe do Paryża redagował pismo "Le Pion", cieszył się też sławą pedagoga szachowego. Wspierał polską emigrację po powstaniu styczniowym. Prawdopodobnie zasługą Maczuskiego było wprowadzenie do słynnej paryskiej kawiarni Café de la Régence polskich uchodźców Samuela Rosenthala i Stanisława Sittenfelda.
W latach 1875–1876 odbył podróż do Włoch, tocząc kilka pojedynków ze znanymi zawodnikami, przede wszystkim jednak zasłynął grą "na ślepo", w tym symultanami "na ślepo". Do najcenniejszych zwycięstw Maczuskiego należy pokonanie w latach 60. XIX wieku Ignaca von Kolischa. W 1878 zajął dzielone II-III miejsce w turnieju w Café de la Régence, a następnie pokonał w odrębnym meczu zwycięzcę imprezy Chamiera.